# Muzeum Pszczelarstwa w Stróżach
Muzeum Pszczelarstwa im. Bogdana Szymusika w Stróżach – prywatne muzeum we wsi Stróże (powiat nowosądecki). Placówka jest przedsięwzięciem Janusza Kasztelewicza – właściciela firmy „Bartnik Sądecki”.
Właściciel muzeum zajmuje się pszczelarstwem od 1973 roku. W 1991 roku utworzył firmę „Bartnik Sądecki”, natomiast samo muzeum powstało w 2000 roku. Muzeum nadano imię pszczelarza Bogdana Szymusika, którego kolekcja uli stała się podstawą utworzonej ekspozycji muzealnej uli. Muzeum ma charakter skansenu, na terenie którego znajdują się następujące obiekty:
- wystawa „Sekrety ula” ukazująca wnętrze ula i życie pszczół oraz proces powstawania miodu,
- wystawa „Pszczoły i ludzie” ukazująca historię pszczelarstwa i narzędzia używane przez pszczelarzy, a także zbiór publikacji pochodzących z XVII–XIX wieku[2],
- plenerowa kolekcja uli, przekazana muzeum w 2000 roku przez krakowskiego pszczelarza-kolekcjonera Bogdana Szymusika. Zbiór liczy ponad 100 uli o fantazyjnych niejednokrotnie kształtach (np. mnicha, diabła, św. Ambrożego, chaty góralskiej)[1], zaś dwa z nich pochodzą z RPA. Na szczególną uwagę zasługują ule pochodzące z 1822 roku – kłodowy na pięć pszczelich rodzin i snozowy[4],
- Karpacka Barć Milenijna – 15-metrowy pomnik poświęcony pszczole, mieszczący jednocześnie czynny ul, rekordowy obiekt który wpisany jest rejestrze rekordów Towarzystwa Kontroli Rekordów Niecodziennych,
- Bartna Chata – lokal gastronomiczny,specjalizujący się w kuchni miodowej,
- Pokoje Gościnne „ U Babci Marysi”, 50 miejsc noclegowych rozmieszczonych w budynkach „Zielnym” i „Miodowym”,
- Miodowa Szkoła – organizująca szkolenia, warsztaty, wykłady i prelekcje pszczelarskie oraz zajęcia z animatorem dla osób dorosłych i dzieci,
- Miodowa Spiżarnia – sklep firmowy oferujący miody naturalne, pitne, leki, kosmetyki oraz realizujący zamówienia na kosze świąteczne i okazjonalne,
- Zagroda, w której hodowane są kozy, owce, osiołki, kuce i hucuły oraz przeróżne ptactwo domowe,
- Park Zarembów – miejsce na ognisko, grill oraz biesiadę taneczną.

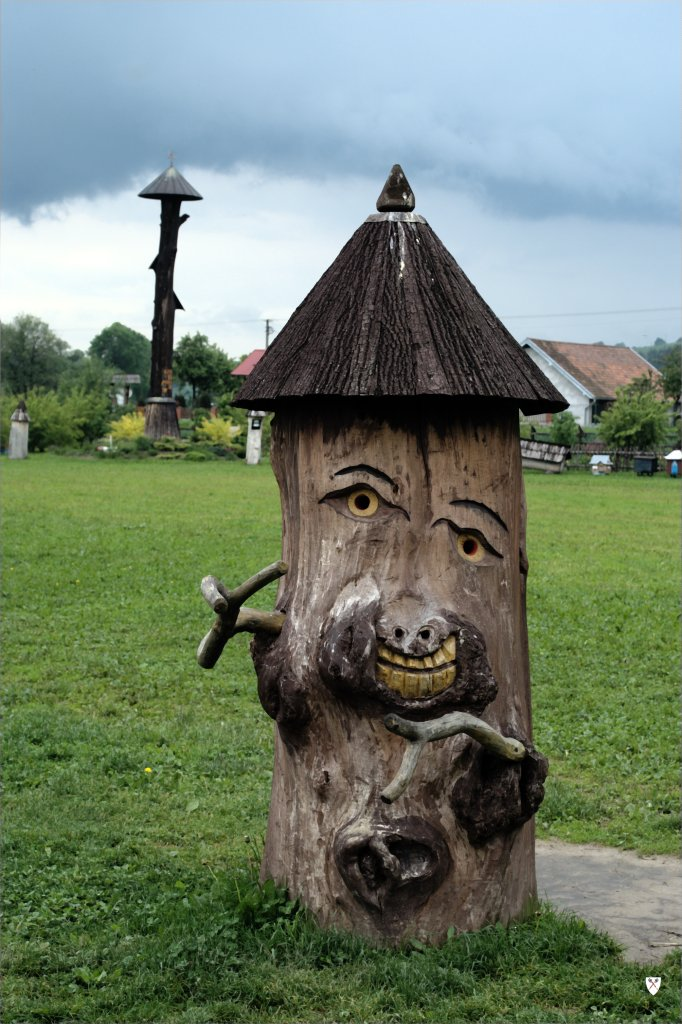
Jeden z uli w muzeum, w tle Karpacka Barć Milenijna

Muzeum jest czynne cały rok. Zwiedzanie z przewodnikiem, indywidualne lub grupowe. Wstęp jest płatny.